# Überlaufschwelle

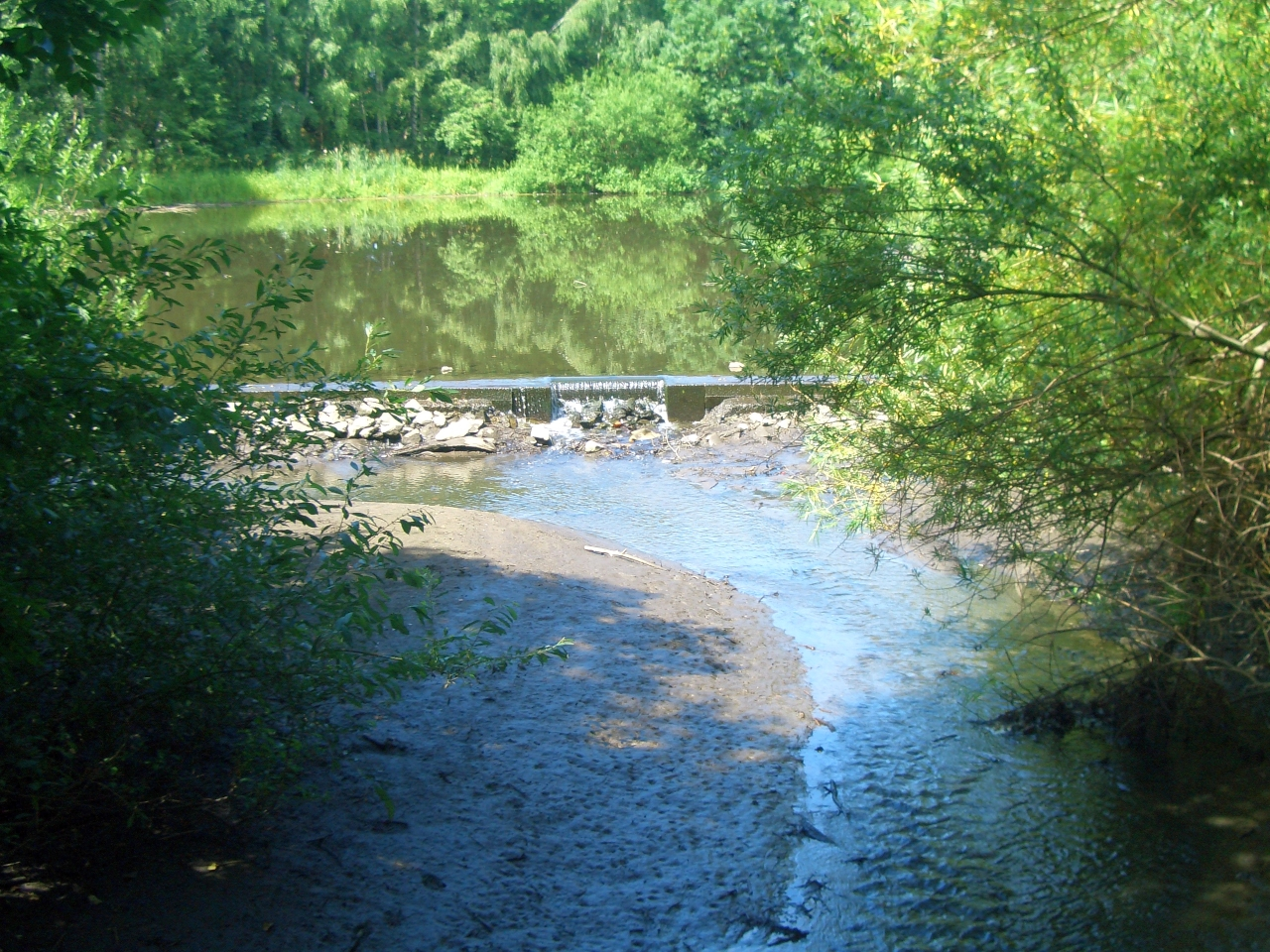
Beispiel für eine Überlaufschwelle am Abfluss des Fuhsekanals in die Oker im Braunschweiger Südseegebiet

Die Überlaufschwelle begrenzt den höchstmöglichen Wasserstand und den Gesamtstauraum in natürlichen oder künstlich geschaffenen Wasserbecken, wie etwa bei einem See, einer Talsperre, einem Kanal, einem Schwimmbecken, einer Zisterne, einer Kläranlage oder Ähnlichem.
Im Gegensatz zu anderen technischen Einrichtungen wie beispielsweise einem Wehr ist sie nicht in der Höhe verstellbar, sondern durch Erdwälle oder Mauerwerk in der Höhe fixiert.